# 鲍里斯·帕霍尔
鲍里斯·帕霍尔（1913年8月26日—2022年5月30日），意大利斯洛文尼亚少数族裔作家，纳粹集中营幸存者。

## 生平
1913年8月26日，帕霍尔生于奥匈帝国的里雅斯特帝国自由市，童年时见证了意大利法西斯对的里雅斯特斯洛文尼亚少数族裔的迫害。1940年，他被征入意大利军队并被派往非洲的意属利比亚。1941年作为军队翻译被转移到意大利加尔达湖附近的一个营地。1943年9月意大利投降后，他回到的里雅斯特并加入斯洛文尼亚游击队。1944年1月，他被斯洛文尼亚国防军俘虏并移交纳粹德国当局，先后监禁于达豪、纳茨维勒-施特鲁特霍夫、贝尔根-贝尔森等多个集中营，最终于1945年4月获得解放。第二次世界大战结束后，他发表对作家爱德华·科奇贝克的访问，谈及战后的杀戮，从而被南斯拉夫社会主义联邦共和国和斯洛文尼亚社会主义共和国政府拒绝入境。
1953年至1975年，他在的里雅斯特的一所斯洛文尼亚族高中担任教师。1966年，他与人联合创办《港湾》杂志，呼吁民主政治，反对南斯拉夫的一党专制。1990年东欧民主化后，他获得了斯洛文尼亚共和国的认可，并被授予自由勋章。2007年，获得法国政府授予的荣誉军团勋章。2009年，成为斯洛文尼亚科学与艺术学院院士。2013年8月26日，他度过了百岁生日。2022年5月30日，他在的里雅斯特逝世，终年108岁。

## 出版物
- 1967年：《大墓地》（Nekropola）
- 1978年：《艰难的春天》（Spopad s pomladjo）
- 2013年：《我的生活方式》（Tako zivim）